# Melissodes hurdi
Melissodes hurdi är en biart som beskrevs av Laberge 1961. Melissodes hurdi ingår i släktet Melissodes och familjen långtungebin. Inga underarter finns listade i Catalogue of Life.